# Goran Malus
Goran Malus (Zagabria, 2 ottobre 1974) è un attore e doppiatore croato.

## Filmografia

### Cinema
- Nebo, sateliti - regia di Lukas Nola (2000)
- Duga mračna noć - regia di Antun Vrdoljak (2004)
- Koko i duhovi - regia di Daniel Kušan (2011)

### Televisione
- Bumerang - serie TV (2005)
- Naša mala klinika - serie TV (2005)
- Žutokljunac - serie TV (2005)
- Zabranjena ljubav - serie TV (2005)
- Bibin svijet - serie TV (2006,2008-2009)
- Zauvijek susjedi - serie TV (2007)
- Ponos Ratkajevih - serie TV (2008)
- Tužni bogataš - serie TV (2008)
- Bitange i princeze - serie TV (2008)
- Mamutica - serie TV (2009)
- Sve će biti dobro - serie TV (2009)
- Najbolje godine - serie TV (2009)
- Stipe u gostima - serie TV (2011)
- Nedjeljom ujutro, subotom navečer - serie TV (2012)
- Dar Mar - serie TV (2021)
- Bogu iza nogu - serie TV (2021)

## Doppiaggio

### Film
- Christopher Fairbank in La sirenetta

### Film d'animazione
- Squiddi Tentacolo in SpongeBob - Il film
- Wallace e Panettiere Bob in Questione di pane o di morte
- Don Hidalgo in Coco
- Ba ba in Over the Moon - Il fantastico mondo di Lunaria
- Rick Mitchell in I Mitchell contro le macchine
- Wahn in Raya e l'ultimo drago
- Diao in Il drago dei desideri

### Serie televisive d'animazione
- Squiddi Tentacolo e Squillami Fancyson in SpongeBob
- Dottor Eggman in Sonic Boom e Sonic Prime
- Mr. Dr. Eggman in Sonic Prime
- Gicko in Lego Monkie Kid
- Liam in Jade Armor